# Primož Repar
Primož Repar (16. lipanj 1967, Ljubljana) slovenski je pjesnik, pisac, filozof, prevoditelj, esejist, urednik, izdavač i organizator međunarodnih kulturnih i znanstveno/stručnih događaja, radionica, festivala, konferencija, simpozija, škola kao i različitih znanstvenih te stručnih istraživanja i drugih inicijativa u zemlji i inozemstvu. 

## Životopis
Rođen je u Ljubljani gdje je završio Osnovnu školu Majde Vrhovnik. Studirao je na Filozofskom fakultetu Sveučilišta u Ljubljani te diplomira filozofiju i povijest. Kao prvi doktorand prof. Cvetke H. Tóth (1948–2020) zagovara tezu Kierkegaard: Pitanje izbora i egzistencijalna komunikacija te 2009. godine doktorira. Njegov doktorski rad o Kierkegaardu je pionirski rad u Sloveniji. Kao stipendist danske vlade u jesen 1993. godine pogađa Dansku međunarodnu školu za povezivanje i razumijevanje različitih kultura i naroda (Međunarodna visoka narodna škola u Helsingøru) te usavršava svoje znanje danskog jezika.
U periodu od 2001. do 2015. godine oženjen je sa slovačko-slovenskom pjesnikinjom, literarnom znanstvenicom, prevoditeljicom i urednicom Stanislavom Reparovom. 
Danas živi i radi kao slobodni književnik i neovisni istraživač.  

## Djelovanje
Jedan je od osnivača KUD Apokalipsa (1993), predsjednik KUD Apokalipsa kao i glavni urednik te izdavačke kuće. Direktor je Srednjoeuropskog istraživačkog instituta Soeren Kierkegaard, glavni urednik filozofske zbirke Aut i časopisa »za proboj i živu kulturu« Apokalipsa, isto tako je urednik nekih drugih knjižnih izdanja, kao i ustanovitelj te koordinator međunarodnog projekta »Revija v reviji« /Časopis u časopisu koji povezuje brojne literarne i humanističke časopise u Europi.
Svoju prvu pjesničku zbirku »Križ in kladivo« (Križ i čekić)  pisao je u godinama 1984. – 1987. Knjiga predstavlja svojevrstan subverzivni pjesnički manifest »punk diverzije« s egzistencijalno obojenom poezijom u kojoj su vidljivi tragovi prvog čitanja danskog filozofa Soerena Kierkegaarda, početnika egzistencijalizma i motivatora brojnih suvremenih filozofskih, teoloških, literarnih i drugih interdisciplinaranih smjerova. Već u srednjoj školi strasno se bavi i čita slovenske kršćanske intelektualce Edvarda Kocbeka, Janeza Evangelista Kreka i Andreja Gosara, što je naznačilo svojevrstan uvod u Kierkegaardovu misao koja ga potom općini i životno obilježi. Da bi tog »danskog Sokrata« mogao čitati u izvornom jeziku, pogađao je privatne časove danskog jezika kod slovenske glumice danskog porijekla Jette Ostan Vejrup.
Tijekom boravka u Danskoj počinje s pisanjem Haiku poezije. Poslije povrataka postaje član Kierkegaardovog društva, Društva dansko-slovenskog prijateljstva kao i Haiku društva Slovenije. Od 1997. godine je član Društva slovenskih pisaca, u kojem je kraći period 2020. godine član upravnog odbora. Pobornik je i ustanovitelj društva, časopisa i izdavačke kuće Apokalipsa, slovenačkog i međunarodnog haiku pokreta, međunarodnih projekata i festivala, susreta izdavača, autora i urednika »Revija v reviji« (2002), haiku natječaja za najbolji haiku, filozofskog simpozija Miklavža Ocepka, konferencija Srednjoeuropskog istraživačkog instituta Soeren Kierkegaard o Kierkegaardu u suradnji s Cankarjevim domom i UNESCO - slovensko sjedište, kao i egzistencijalističke filozofske škole na hrvatskom otoku Unije i slično.
Kao neovisni istraživač i vođa stručnih programa pri Srednjoeuropskom istraživačkom institutu S. Kierkegaard sudjeluje te povremeno predaje na raznim europskim sveučilištima i institutima. Njegova »Egzistencijalna revolucija« prevedena je u pet jezika. Godine 2018. predavač je na 24. svjetskom filozofskom kongresu u Pekingu (Kina) s temom Politike ljubavi te je suorganizator predavanja na području rasprava povezanih s Kierkegaardovom mišlju.
Član je više međunarodnih uredništava, kao što su časopis Slovačke akademije znanosti Filozofia i Acte Kierkegaardiane. Prevodi iz danskog jezika, posebno Soerena Kierkegaarda. Jednu od njegovih etičko-religioznih rasprava preveo je sa Stanislavom Chrobákovo Repar u slovački jezik. Zajedno su pobornici bogatih kulturnih i znanstvenih izmjena između Slovačke i Slovenije. Stručna i literarna dijela osim iz danskog jezika, prevodi i iz hrvatskog, srpskog, češkog, engleskog i norveškog jezika.
Njegov esejistički rad »Spisi o apokalipsi« bio je nominiran za Nagradu Rožanc, a pjesnička zbirka »Stanja darežljivosti« za Jenkovu nagradu. U 2007. godini bio je nagrađen kao najbolji izdavač i urednik časopisa u jugoistočnoj Europi na međunarodnom susretu urednika u Pazinu (Put u središte Europe). Za izdavačko i pjesničko stvaralaštvo bio je nagrađen i u Rumunjskoj (Arad, 2011.g.). Priznanje za najboljeg stranog suradnika-urednika revije Književnik (BiH) dobije 2013. godine kao i Zahvalnicu dekana FF Sveučilišta Konsantina Filozofa iz Nitre za svoje uredničko povezivanje i izdavačku djelatnost u akademskoj sferi.  Od 2013. godine direktor je novoustanovljenog Srednjoeuropskog istraživačkog instituta Soeren Kierkegaard Ljubljana. U ožujku 2014. godine primi posebno odličje St. Olafs Collega (ZDA) za iznimnu organizaciju Filozofskog simpozija posvećenog Kierkegaardu u povodu 200. obljetnice rođenja, te za filozofsko sudjelovanje u Srednjoj Europi.
Na temelju njegove Egzistencijalne revolucije (2013.g.) nastaje kazališno-predavački performans »Kako se kali egzistencijalna revolucija« u režiji N. Upperja. Za objavu priprema i uređuje svjetski poznate antologije poezije u slovenskom jeziku ali i u međunarodnim izdanjima. Suvremenu slovensku filozofiju predstavio je u češkem jeziku (Nová oikonomie vztahů). Slovensku bibliografiju o Kierkegaardu pripremio je za svjetsko izdanje izdavača Routledge (2017.g.).
Njegove knjige i samostalne monografske studije izdavane su ne samo u slovenskom jeziku već i u prijevodima, u slovački, češki, engleski, francuski, hrvatski, crnogorski, srpski, makedonski, poljski, mađarski i danski jezik.